# Ciència a l'Imperi Romà d'Orient

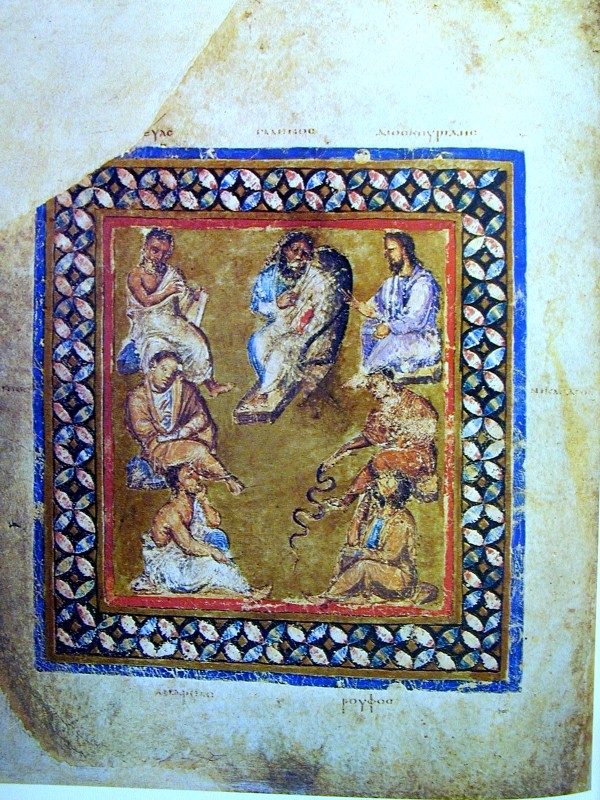
El frontispici dels Dioscòrides de Viena representa set metges famosos. La persona més prominent de la imatge és Galè, assegut en una cadira plegable.

La ciència a l'Imperi Romà d'Orient tingué un paper important en la transmissió del coneixement clàssic al mon musulmà i al renaixement italià, així com en la difusió de la ciència islàmica a Itàlia. La seva rica tradició historiogràfica preservà coneixements antics que serviren de base per a grans fites en els àmbits de l'art, l'arquitectura, la literatura i la tecnologia. Els romans d'Orient feren tota una sèrie de descobriments, així com nombrosos avenços en el camp de la medicina.